# Folkeafstemningen om Cataloniens selvstændighed 2017
Folkeafstemningen om Cataloniens selvstændighed 2017 var en folkeafstemning, der blev afholdt 1. oktober 2017 i den spanske autonome provins Catalonien. Ifølge den catalanske regering deltog 2,26 mio. vælgere i valget, der endte med, at 90% (2,02 mio.) stemte for selvstændighed. Stemmeprocenten var 42,3%. Spørgsmålet på stemmesedlen lød: "ønsker du, at Catalonien bliver en selvstændig stat i form af en republik".
Valget blev udskrevet 9. juni af Cataloniens præsident Carles Puigdemont. Spaniens regering hævdede samme dag, at den vil forhindre afstemningen. Knap tre måneder senere siger den spanske højesteret, at afstemningen er forfatningsstridig. Dagen før afstemningen har spansk politi ifølge eget udsagn lukket hvert andet afstemningssted.
Den spanske regering og den spanske højesteret betragter afstemningen som ulovlig og ifølge premierministeren, Mariano Rajoy, har det ikke været en folkeafstemning, men et angreb på retsstaten. Cataloniens præsident hævder derimod, at Catalonien nu har ret til selvstændighed. Ifølge den spanske regering er valget forfatningsstridigt. Den spanske regering kan ifølge forfatningens artikel 155 tvinge den catalanske regering til at aflyse afstemningen.
På valgdagen beslaglagde det spanske politi stemmesedler og stemmebokse fra valgsteder i Barcelona og skød med gummikugler. Derudover har kampklædt politi fjernet folk fra valgstederne ved brug af magt, for at forhindre dem i at deltage i afstemningen. I hele Cataloinien var der udkommanderet tusindvis af spanske politifolk, der havde fået til opgave at forhindre afstemningen i at finde sted. I denne forbindelse kom 33 politibetjente til skade. I forbindelse med uroligheder blev 844 sårede. FC Barcelona måtte spille uden tilskuere.